# باكستر الدولية
باكستر الدولية (بالإنجليزية: Baxter International Inc) هي شركة أمريكية للرعاية الصحية يقع مقرها في ديرفيلد بولاية إلينوي. تركز الشركة في المقام الأول على منتجات علاج الهيموفيليا وأمراض الكلى واضطرابات المناعة وغيرها من الحالات الطبية المزمنة والحادة. بلغت مبيعات الشركة في عام 2017 نحو 10.6 مليار دولار عبر شركتيها الفرعيتين بيوساينس (BioScience) ومديكال برودكتس (Medical Products). تقدم الشركة العلاجات القائمة على البلازما لعلاج نقص المناعة وغيرها من الحالات المزمنة والحادة المتعلقة بالدم وكذلك منتجات للطب التجديدي واللقاحات. تنتج شركة باكستر للمنتجات الطبية منتجات وريدية ومنتجات أخرى تستخدم في توصيل السوائل والأدوية للمرضى، التخدير الاستنشاقي، خدمات التصنيع التعاقدية، ومنتجات لعلاج أمراض الكلى في نهاية المرحلة أو الفشل الكلوي الذي لا رجعة فيه، بما في ذلك منتجات غسيل الكلى البريتوني وغسيل الكلى.

## روابط خارجية
- الموقع الرسمي